# Политический реализм
Полити́ческий реали́зм — направление (школа) в политике и парадигма в теории международных отношений и политологии, основанная Гансом Моргентау.
Направление политического реализма основывалось на традиции, восходящей к Никколо Макиавелли и Томасу Гоббсу. Взгляд реалистов на международные отношения пессимистичен: государства озабочены в основном самосохранением, потому из-за отсутствия международной полиции рациональным поведением для них является максимизация мощи, в том числе военной, которая необходима для сохранения независимости. Национализм силён, а государства эгоистичны, так что доверия между ними мало, а альтруизма нет совсем. Международные нормы права или организации не способны существенно повлиять на поведение сильных игроков. Любая попытка переделки мира в соответствии с какой-либо идеологией потому обречена, независимо от абстрактного качества предлагаемых идей. Основной импульс в своём развитии политический реализм получил в результате серьёзной критики различных утопических теорий в политике, которые игнорировали силовой характер международных отношений. Рассматривая человека в качестве эгоистичного существа, представители данной парадигмы обращаются в первую очередь к исследованию вещей, которые уже существуют в международных отношениях, а не тех, которые возможно появятся в будущем.

## Термин
Хотя политика реализма имеет очень древнюю историю, сам термин прочно вошёл в обиход только после публикации в 1939 году Э. Х. Карром книги «Двадцать лет кризиса: 1919–1939. Введение в изучение международных отношений».

## Основные положения
Основные положения политического реализма:
1. Главными участниками международных отношений являются государства. Государства — рациональные однородные политические организмы. Только государства обладают легитимным правом объявления и ведения войн, заключения международных договоров и т. д. Существо международной политики определяют в первую очередь крупные государства, которые могут поддерживать или нарушать международную стабильность. Они делают то, что могут, в то время как слабые государства — что им позволят. Поэтому великие державы могут жертвовать интересами малых государств.
2. Международные отношения носят анархический характер (то есть в них отсутствует иерархия[3]). Каждый руководствуется только своими интересами, поэтому основной стимул государств на международной арене — национальные интересы. Так как в международных отношениях отсутствует верховная власть, то в них господствует принцип «помоги себе сам».
3. В международных отношениях в условиях существования интересов у каждого из государств невозможно избежать конфликтных ситуаций. Поэтому в основе международных процессов лежит межгосударственный конфликт или его крайняя форма — война. Хотя представители политического реализма не исключают существования других видов международных процессов, все они носят, по их мнению, подчинённый характер по отношению к войне, а мир — это идеальная ситуация, имеющая временный характер. Международное же сотрудничество проявляется, прежде всего, в форме военных и военно-политических союзов. Самым эффективным средством обеспечения мира, согласно политическому реализму, является баланс сил, который возникает как из столкновения национальных интересов, так и из уважения прав друг друга, общности культур.
4. Так как в международных отношениях национальные интересы государств постоянно сталкиваются, то основной целью государств является обеспечение собственной безопасности. Главный ресурс её обеспечения — сила в самом широком смысле, главным признаком которой является способность контролировать поведение других участников международных отношений. Другие мотивы поведения государства на международной арене — повышение престижа государства и удовлетворение экономических интересов слоёв, имеющих политический вес в государстве.
5. Все государства имеют некоторые возможности для наступательной войны. При этом невозможно точно установить, намерено ли конкретное государство изменить баланс сил (является «ревизионистским государством») или сохранить его (как делают «государства статус-кво»). Намерения скрыты в умах принимающих решения и не поддаются проверке, в отличие от военных возможностей. Более того, смена правительства может очень быстро привести к изменению намерений[3]. Поэтому все великие державы вынуждены мыслить как ревизионистские государства, даже если текущее положение их устраивает.
6. Главным средством обеспечения безопасности государства является сила или угроза применения силы, которые являются основным материальным фактором, обеспечивающим политическую мощь государства. Анархический характер международных отношений невозможно преодолеть с помощью совершенствования норм международного права, которые, наоборот, должны поддерживать превосходство силы и иерархии. Это порождает так называемую «дилемму безопасности»: великая держава не в состоянии обеспечить свою безопасность, не ухудшив безопасности других стран; безопасность является игрой с нулевой суммой.
7. Природу международных отношений нельзя изменить, можно лишь изменить конфигурацию политических сил.

## История реализма
Хотя терминология реализма относится к XX веку, реализм всегда присутствовал в международных отношениях.
Дж. Доннелли (англ. Jack Donnelly) отмечает, что ранний (и редкий по своей откровенности) пример реализма можно найти у Фукидида. В конце V века до н. э. в ходе Пелопоннесских войн Афины, стремясь присоединить Милос, послали на остров послов, которые предлагали милоссцам сдаться, указывая им, что надо отбросить «благородные слова» добра и зла, и рассмотреть вместо этого силу и интересы:
Вы знаете не хуже нас, что право в мире может быть лишь среди равных по силе, и сильные делают то, что хотят, а слабые страдают, как должны
Афинские послы убеждали жителей Милоса, что свобода — следствие силы, борьба Милоса за независимость — не соревнование равных, где победившим достаётся слава, а проигравшим — позор, а вопрос самосохранения: «целесообразность и безопасность идут вместе, а следовать за справедливостью и честью опасно». Афиняне подчеркнули, что не они придумали эти правила, и милоссцы сами поступали бы точно так же, если бы у них были такие же возможности (милоссцы проигнорировали аргументы афинян и были уничтожены; остров заселили колонисты из Афин).
Доннелли выделяет также Макиавелли, который отмечал, что хорошо устроенные государства основаны на «хороших законах и хорошем оружии … поскольку без хорошего оружия не бывает хороших законов, я уклонюсь от обсуждения законов».

## Реализм в США

### Зарождение политического реализма в США
Основоположником и наиболее видным представителем школы политического реализма в США считается Ганс Моргентау (1904—1980). С его точки зрения, международная политика, как и всякая другая, является борьбой за власть. Саму же власть он рассматривал как возможность контроля над умами и действиями людей, причем политическая власть — это отношения взаимного контроля между теми, кто обладает властью, и между последними и народом в целом. В сфере международных отношений под борьбой за власть Г. Моргентау подразумевал борьбу государств за утверждение своего силового превосходства и влияния в мире.
Ганс Моргентау сформулировал широко известный основной тезис политического реализма, который гласит: «Цели внешней политики должны определяться в терминах национального интереса и поддерживаться соответствующей силой». В соответствии с таким подходом анализ категорий «национальный интерес» и «национальная сила» находился в центре внимания самого Г. Моргентау и других представителей американской школы политического реализма — Джорджа Кеннана, К Томпсона, Ч. Маршалла, Л. Халде, Ф. Шумана, Ч. и Ю. Ростоу, Р. Страуса-Хюпе.
Было бы неверным рассматривать политический реализм лишь как возврат к традиционным взглядам на мировую политику и международные отношения. Поскольку становление этого направления происходило после Второй мировой войны, его сторонники должны были учитывать принципиально новые реальности этого времени. Одним из самых важнейших новых факторов в мировой политике стало появление ядерного оружия. Наличие такого оружия неизбежно должно было привести к пересмотру прежних представлений о внешней политике. Такой пересмотр и произвел Ганс Моргентау, выдвинувший известную формулу о четырёх парадоксах стратегии ядерных государств.
- Первый парадокс заключается в том, что одновременно со стремлением использовать ядерную или иную силу в международных отношениях существует и боязнь прибегнуть к ней из-за угрозы всеобщей ядерной катастрофы. Следствием этого парадокса стало уменьшение значения военной мощи. «Чем большей силой наделена та или иная страна, — писал Г. Моргентау, — тем меньше она способна её использовать». Сознание иррациональности ядерной войны препятствует применению не только ядерных, но и обычных сил.
- Второй парадокс связан со стремлением выработать ядерную политику, при которой можно было бы избежать вероятных последствий ядерной войны. Смысл этого парадокса, по мнению Г. Моргентау, заключается в абсурдности концепции «ограниченной ядерной войны». Эта концепция была нацелена на поиск способа ведения ядерной войны, позволяющего избежать собственного уничтожения. Нереальность подобного сценария обусловлена тремя факторами: неизбежной неясностью исхода военной акции, неопределенностью намерений противника и, наконец, огромным и неоправданным риском развязывания ядерной войны.
- Третий парадокс Г. Моргентау видел в одновременном продолжении гонки ядерных вооружений и попытках её прекращения. По его мнению, количественный и качественный рост ядерного оружия, в отличие от обыкновенных вооружений, имеет свои пределы. «Когда та или иная сторона, — писал он, — получает в своё распоряжение систему доставки, способную перенести последствия первого удара и доставить ядерные боеголовки до всех возможных целей, она одновременно достигает разумного предела в производстве ядерных вооружений». После этого невозможно любое рациональное оправдание продолжения гонки ядерных вооружений. Тем не менее, эта гонка продолжается, потому что решения принимаются в соответствии со старыми стереотипами, выработанными в другую историческую эпоху.
- Четвёртый парадокс заключается в том, что с появлением ядерного оружия коренным образом меняются отношения между союзниками. Традиционный союз, располагающий ядерным оружием, устарел в политическом плане, поскольку этот союз или не может быть надежной защитой, или же предоставляет одному из его членов право вершить судьбу другого члена в жизненно важных вопросах. Союз, стремящийся к сохранению статус-кво, не может рассчитывать на поддержку основных неядерных держав. Союз, в котором ядерным оружием располагает более чем одно государство, не встретит сочувствия со стороны любого члена, вооруженного ядерным оружием. Распространение же этого оружия среди стран, до сих пор, не обладавших им, может привести к всеобщей катастрофе. Таким образом, и этот парадокс остается неразрешенным.

Обобщая выводы, сделанные на основе анализа всех четырёх парадоксов, Г. Моргентау констатировал: «Любая попытка, независимо от её изобретательности и дальновидности, направленная на увязывание ядерной мощи с целями и методами государственной политики, сводится на нет необычной разрушительной силой ядерного оружия».

### В начале XXI века
По мнению Стивена Уолта, в американской политической жизни после окончания Холодной войны реалисты практически не представлены. Так, в трёх наиболее важных американских газетах правят балом неоконсерваторы и либеральные интервенционисты:
- в «Нью-Йорк таймс» публикуются неоконы Томас Фридман, Николас Кристоф[англ.], Роджер Коген[англ.];
- «Вашингтон пост» трудоустроила неоконов Фреда Хайатта[англ.], Чарльза Краутхаммера, Роберта Кагана, Джексона Диля[англ.] (а до того и Уильяма Кристола);
- в «Уолл-стрит джорнал» также нет ни одного международного обозревателя-реалиста.

Уолт объясняет это положение тем, что в отсутствие баланса сил в мире после распада советского блока современная политическая наука в США скатилась к провозглашению идей и идеалов без учёта их осуществимости или даже полезности для самих США. США настолько относительно сильны и находятся в относительной безопасности из-за своего географического положения, что они могут совершать ошибки и преследовать одну нереалистическую цель за другой без большого риска для себя; расхлёбывать кашу всегда приходится жертвам американских благих намерений.
С Уолтом согласны не все исследователи. В частности, ярким современным представителем реализма считается Джон Миршаймер.

## Реализм в Западной Европе
Поскольку школа политического реализма была ведущей в США, то и в Западной Европе постулаты этой школы получили самое широкое распространение. Западноевропейские политологи лишь использовали концепцию Г. Моргентау и других американских реалистов для объяснения тех или иных событий в международной политике, поэтому их работы не были оригинальными в теоретическом отношении. Исключением следует считать французскую школу изучения мировой политики и международных отношений. Её ведущим представителем в 1960-е гг. по праву считался выдающийся французский социолог, политолог и философ Раймон Арон.
Р. Арона нельзя называть ортодоксальным приверженцем школы политического реализма, поскольку он остро критиковал многие основополагающие тезисы, содержащиеся в работах Г. Моргентау. Вместе с тем Р. Арон в конечном счете пришёл к тем же выводам, что и критикуемая им школа политического реализма.
По Р. Арону, для внешней политики государств характерны две символические фигуры — дипломата и солдата, поскольку отношения между государствами «состоят, по существу, из чередования войны и мира». Каждое государство может рассчитывать в отношениях с другими государствами только на свои собственные силы, и оно должно постоянно заботиться об увеличении своей мощи. Р. Арон усматривал специфику международных отношений в отсутствии единого центра, обладающего монополией на насилие и принуждение. Поэтому он признавал неизбежность конфликтов между государствами с применением силы и делал из этого вывод о том, что подлежат объяснению, прежде всего причины мира, а не причины войны.
Несмотря на совпадение ряда базовых принципов, и подходов французского социолога с аналогичными принципами и подходами школы политического реализма, между ними сохранялись и существенные различия. Раймон Арон стремился дать социологическое объяснение многим феноменам в сфере мировой политики и международных отношений. Так, вслед за классиками социологии XIX в. он указывал на отличия между традиционным и индустриальным обществами в самом главном вопросе международных отношений — в вопросе о войне и мире.
В традиционном обществе, где технологическим и экономическим фундаментом является рутинное сельскохозяйственное производство, объём материального богатства заведомо ограничен, а само богатство сводится в основном к двум главным ресурсам — земле и золоту, поэтому, указывает Р. Арон, завоевание было рентабельным видом экономической деятельности (естественно, для победителя). Таким образом, существовала рациональная мотивация использования вооруженной силы для присвоения богатств, произведенных трудом других народов. С переходом к индустриальному обществу рентабельность завоеваний стала неуклонно падать по сравнению с рентабельностью производительного труда. Происходило это потому, что развитие новых индустриальных технологий, широкое использование достижений науки и технического прогресса обусловило возможность интенсивного роста совокупного общественного богатства без расширения пространства и без завоевания сырьевых ресурсов. Как подчёркивал Р. Арон, во 2-й половине XX в. экономическая прибыль, которая может быть получена в результате войны, смехотворна по сравнению с тем, что дает простое повышение производительности труда. «Промышленная цивилизация действительно позволяет осуществить сотрудничество классов и наций, — утверждал социолог в одной из своих работ 1950-х гг., — она делает войну бессмысленной, а мир — соответствующим интересам всех». Уменьшает риск войны, становится сдерживающим фактором также и появление оружия массового поражения.
Однако все вышеперечисленные обстоятельства не могут полностью исключить военную силу из числа средств достижения внешнеполитических целей. Хотя, по Арону, значение этой силы уменьшилось, а значение экономических, идеологических и иных ненасильственных факторов внешней политики возросло, риск возникновения военных конфликтов не исчез. Причина тому — сохранение естественного состояния в международных отношениях и как следствие потенциальная возможность несовпадения, конфликта государственных интересов, взаимного недоверия, роковых ошибок в принятии внешнеполитических решений. Несмотря на кардинальные изменения в системе международных отношений, сохраняются прежние стереотипы в мышлении политических лидеров и военных, стереотипы, выработанные в те времена, когда применение военной силы было само собой разумеющимся. Личностный фактор становится, таким образом, весьма важным фактором мировой политики, а главным направлением в исследовании международных отношений — изучение способов и методов принятия внешнеполитических решений.